# رقص‌های وحشی
«رقص‌های وحشی» تک‌آهنگی از هنرمند اهل اوکراین روسلانا است که در ۱۷ مه ۲۰۰۴ منتشر شد و در مسابقه آواز یوروویژن ۲۰۰۴ که در ترکیه برگزار شد نماینده اوکراین بود و در مجموع ۲۸۰ امتیاز برنده آن سال شد.
این تک‌آهنگ در چارت‌های فلاندرز در رتبه اول و در چارت‌های سوئد جزو ده ترانه اول قرار گرفت.